# 김민정 (1948년)
김민정(金珉姃, 金珉廷, 1948년 8월 17일 ~ )은 대한민국의 배우이다. 본명은 김순애이며, 종교는 개신교이다.

## 생애
- 1966년 연극배우 첫 데뷔하였으며 1969년 MBC 특채 탤런트로 정식 데뷔하였다.
- 1970년대 전성기를 맞으며 왕성한 활동을 하였다.
- 그는 1970년대 이후 선배인 진봉진 등과 영화배우로 이름을 날렸다.
- 1970년대 재벌가와 결혼하였으나 1980년대 이혼하였고  2008년 10세 연하 팬인 신동일과 결혼하였다.

## 학력
- 서울여자고등학교 (졸업)
- 한양대학교 연극영화학과 (중퇴)

## 경력
- 2011년 중앙원격평생교육원 홍보대사

## 출연작

### 영화
- 1974년 《울지 않으리》
- 1979년 《시라소니》
- 1994년 《불의 태양》
- 2023년 《실로암》

### 드라마
- 1971년 《장희빈》 - 인현왕후 민씨 역
- 1973년 《한백년》
- 1971년 《저 별은 나의 별》
- 1983년 《다산 정약용》
- 1986년 《첫사랑》
- 1986년 《겨울꽃》
- 1987년 《토지》
- 1989년 《제2공화국》 - 공덕귀 역
- 1991년 《고독의 문》
- 1993년 《테마 시리즈》
- 1994년 《행복하고 싶어요》
- 1995년 《길》
- 1995년 《아스팔트 사나이》
- 1996년 《아내가 있는 풍경》
- 1996년 ~ 1997년《스타트》
- 1999년 《학교》
- 2000년 《가을동화》
- 2002년 《골목 안 사람들》
- 2004년 《섬마을 선생님》
- 2005년 《바람꽃》 - 오미혜 역
- 2007년 《못된 사랑》 - 수환 어머니 역
- 2013년 《내 손을 잡아》 - 하루카 역

## 연극
- 2008년 《명성황후, 내가 할말이 있다》 - 명성황후 역
- 2014년 ~ 2016년 《동치미》 - 정 여사 역
- 2015년 《러브스토리》 - 순애 역

## 수상
- 1987년 제11회 서울연극제 여자 연기상
- 2015년 대한민국 창조문화예술대상 방송연극부문 대상